# Corydalis lowndesii
Corydalis lowndesii är en vallmoväxtart som beskrevs av Lidén. Corydalis lowndesii ingår i släktet nunneörter, och familjen vallmoväxter. Inga underarter finns listade i Catalogue of Life.